# Houwa
Le site de Houwa est un site archéologique du Néolithique, situé dans le Liaoning, dans le nord-est de la Chine. Il se trouve à l'est de Houwacun, dans le village de Sanjiazi du bourg de Majiadian, au sud de Dandong et à 15 km de la côte de la mer Jaune.

## Historique
Le site de Houwa a été découvert à l'automne 1981 par l'équipe d'archéologues de la ville de Dandong. Les fouilles ont été menées en 1983 et 1984, et ont conduit à la découverte de 43 maisons, 20 foyers, 1600 outils, 400 pots, et de nombreux objets finement gravés.

## Situation
Le site occupe l'extrémité occidentale d'une butte en forme de Y, de 170 m de long et 100 m de large.

## Description
Les couches appartenant au Houwa supérieur sont formées par de la terre noire, l'inférieur par de la terre jaune. Elles s'accumulent sur un à deux mètres d'épaisseur. De nombreuses figurines ont été découvertes. Elles sont généralement en stéatite, parfois en argile, et représentent des têtes humaines ou des animaux (cochons, poissons, oiseaux, insectes). Une autre particularité est la découverte de petits canoës en argile.

## Le Houwa inférieur
31 maisons étroitement regroupées ont été trouvées. Elles étaient semi-enterrées et les murs sont donc simplement formés par le sol environnant. Les plus grandes sont carrées, sur 7 m de large. Les autres sont rondes avec un diamètre de 3 à 4 m.
La poterie est faite à partir d'argile brun rouge ou brun noir, avec de la stéatite, et était cuite à haute température. Les décors sont généralement imprimés et parfois incisés.
Le Houwa inférieur est similaire au Xiaozhushan inférieur. Il serait alors daté de 4400 à 4000 av. J.-C. et est l'un des plus anciens représentants du Néolithique dans le Liaoning. L'agriculture est alors à la base de la subsistance. Des objets en céramique similaires trouvés sur les sites de Shihuiyao, Shuangshan, Yanjiashan et Zhouliweizi suggèrent que cette culture s'est étendue dans la préfecture de Dandong entre les rivières Dayang et Pushi.

## Le Houwa supérieur
12 maisons ont pu être attribuées au Houwa supérieur. Elles sont semi-enterrées, rectangulaires avec des coins arrondis, et mesurent de 3x4 à 6x8 m. Le Houwa supérieur est daté d'environ 3100 à 2900 av. J.-C. Les objets retrouvés suggèrent que la chasse et la pêche étaient le moyen de subsistance principal, l'agriculture et l'élevage ne fournissant qu'un appoint. La plupart des sites similaires se trouvent dans la région d'Anshan, Dandong et Benxi.